# 松江騒擾事件
松江騒擾事件（まつえそうじょうじけん）は、1945年（昭和20年）8月24日未明、日本の島根県松江市で青年グループ「皇国義勇軍」数十人が武装蜂起し、県内主要施設を襲撃したという事件である。この事件により、民間人1名が死亡した。
松江騒擾事件という名称は取締当局によるものであり、皇国義勇軍事件（こうこくぎゆうぐんじけん）、島根県庁焼き打ち事件（しまねけんちょうやきうちじけん）とも呼ばれる。

## 概要
この事件は、太平洋戦争（大東亜戦争/第二次世界大戦）敗戦直後に各地で発生した無条件降伏に反対する騒擾事件の一つである。地方都市である松江市で発生した事件であるが、大日本帝国憲法下における全国的規模の騒乱を目的とした最後のクーデターであり、大審院で裁判が行われた最後の事件でもある。
1945年（昭和20年）8月15日、ポツダム宣言の受諾による日本の降伏が昭和天皇による玉音放送によって国民に発表されると、その2日後の8月17日、東京都では降伏に反対する尊攘同志会の会員らが愛宕山に篭城、全国に決起を呼びかけた（愛宕山事件）。なお、まだ連合国軍は日本を占領下においていない（占領されたのは8月28日以降）。
松江騒擾事件は、この愛宕山事件に呼応する形で発生した。8月24日未明、尊攘同志会会員であった岡崎功（当時25歳）を中心とした20歳前後の男女数十人が「皇国義勇軍」を名乗って武装蜂起し、各隊員が分担して県内の主要施設を襲撃した。島根県庁は焼き討ちされ、新聞社・発電所もその機能を一部破壊された。事前の計画では、知事・検事正の暗殺も企図されていたが、足並みが揃わず失敗した。一味は各地を襲撃後、全国に決起呼びかけを行うため放送局に集結したが、放送局長はこれを固く拒否した。押し問答が続く間に警官・軍隊が放送局を包囲し、その結果全員が検挙され鎮定された。
島根県庁舎・県会議事堂のべ3000m2は全焼し、被害額は約192万円を計上（1946年（昭和21年）当時の県職員給与総額は103万円）、焼き討ちの際に住民1人が殺害され、書類等も多数焼失した。発電所襲撃の影響で、松江市内は3時間半にわたり停電となった。新聞社も襲撃の影響で8月31日までタブロイド判での発行を余儀なくされた。
行政・治安当局をはじめ、敗戦直後の島根県民には異常な衝撃を与えたが、報道管制などが功を奏し、この蜂起が全国に波及することはなかった。皇国義勇軍の主要メンバーは服役したのち、教育者や印刷会社職員、産業廃棄物処理業などに就いていたことが判明しているが、その他のメンバーの行方についてはほとんど分かっていない。

## 事件の背景
事件を起こした皇国義勇軍のメンバーは、全て主犯の岡崎功（当時満25歳）の影響を受けていた。また、サブリーダーの長谷川文明（当時24歳）と行動隊長格の波多野安彦は、大東塾の影山正治を崇拝していたとされる。この岡崎・長谷川・波多野の3人は、事件発生の約半年前から、島根県松江市内の大日本言論報国会島根支部を介して知り合い、敗色の濃い戦局のなかで「昭和維新・一斉決起」の謀議を行っていたが、そのまま1945年（昭和20年）8月15日の終戦を迎えた。終戦までの詳細は以下の通り。

### 皇国義勇軍・岡崎功

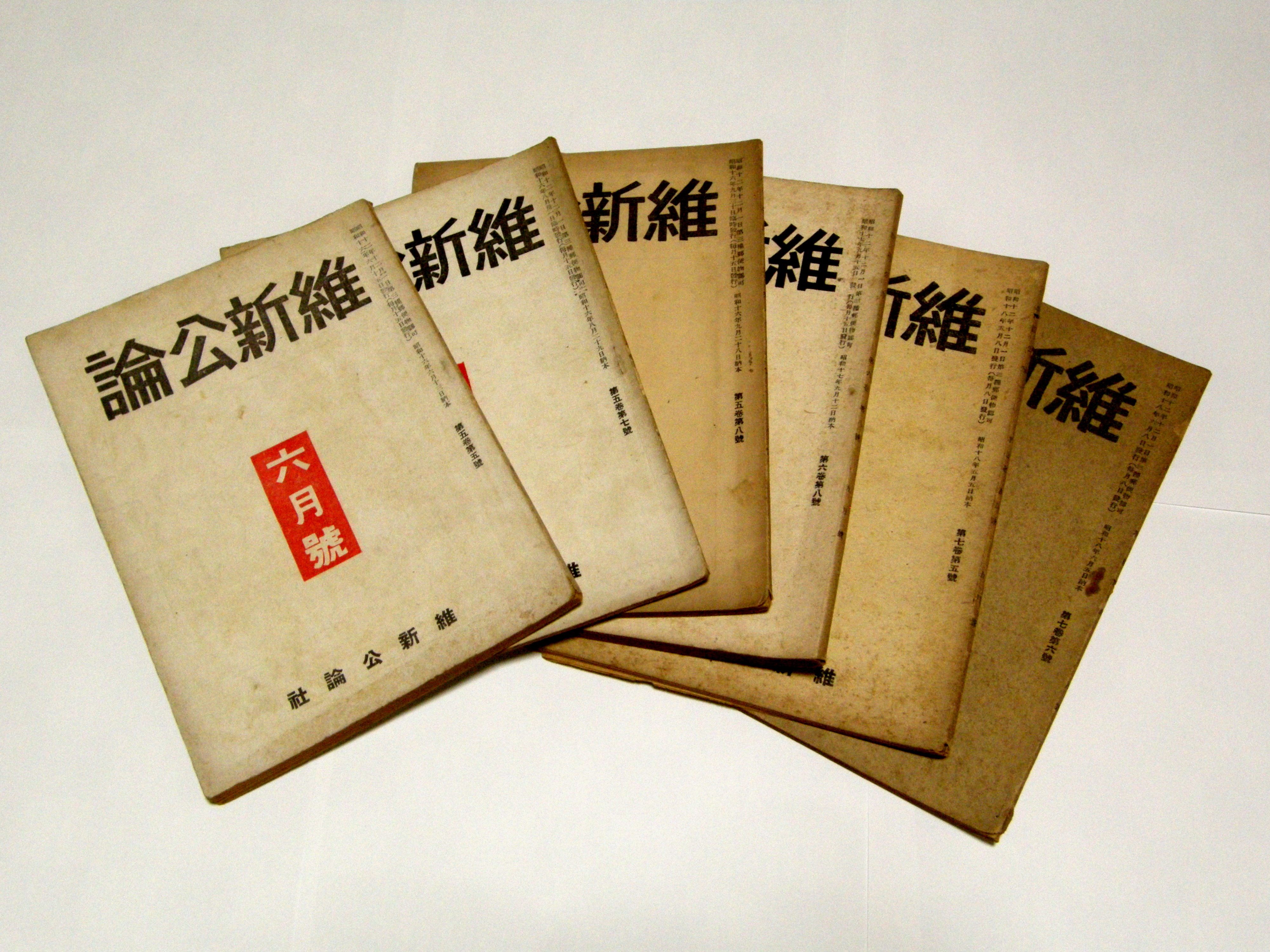
勤皇まことむすびの機関誌『維新公論』

主犯の岡崎功（本名・岡崎允佐夫、1920年（大正9年）7月17日 - 2006年（平成18年））は、島根県に生まれ、1939年（昭和14年）3月に松江中学校を卒業後、2年間満洲の三井物産奉天支店に勤務中、国粋主義に感化された。1942年（昭和17年）11月に日本に戻り、僧侶を目指して立正大学専門部に入学するかたわら、中学時代の親友である広江孤文がいた国家主義団体の勤皇まことむすびにも所属、国家革新運動に参加していった。当時の岡崎が影響を受けた書籍としては、満田巌『昭和風雲録』、松永材『皇国体制』、天野辰夫『国体皇道』などがある。
岡崎は私財を投じて府立高校隣接地（後の東京都立大学 (1949-2011)）に「一心寮」を設置し、そこで毎晩、拓殖大学2年生の斉藤（実藤とする資料もある）直幸ら7、8人とともに為政者・軍閥を批判し激論を交わしていた。当時は太平洋戦争における日本の敗色が濃厚な時期であり、東條内閣の打倒や暗殺が様々なグループによって画策されていた。内大臣の木戸幸一や中野正剛らも、首相・陸相・海相を刷新する秘密工作を行っていた。しかしこれを察知した東條が先手を打ち、新首相候補とされていた宇垣一成が勾留される事態に発展した。これを知った岡崎は、東條が陸海軍の協調を阻害しており、話し合いでは事態が進展しないと考え、東條や一木喜徳郎の暗殺を計画、早稲田大学の配属将校から手榴弾・短銃を入手しその機会を待った。しかしこの企ても、岡崎とは別に斉藤らが企てた東條打倒計画が事前に憲兵隊に露見し、そこから芋づる式に岡崎も連行された。1943年（昭和18年）7月、放火殺人予備・爆発物取締罰則違反で連行され、巣鴨拘置所に1年半勾留の後、1944年（昭和19年）9月に懲役2年（執行猶予3年）の判決を受けた。
岡崎は同年11月に釈放されたが、飯島与志雄が結成した尊攘同志会に直ちに参加、特別高等警察から要注意人物としてマークされ続けた。島根県松江市に帰郷したのちは昭和維新運動の指導的人物として活動を続ける一方で、勤労動員署傭員となった。岡崎が太平洋戦争の内実をみることになったのは、この勤労動員署勤務時の体験による。
この勤労動員署で岡崎は「要注意人物」という人物像とは全く別人と考えられるような行動をとった。「軍需工場への徴用は個々の事情を考慮して行うべき」という自身の考えから、家庭の事情などで徴用免除の嘆願に来る人々の相談に乗り、自分の責任で免除していった。その結果署長と考えが衝突し、呉海軍工廠へ行く女子挺身隊員75人を1週間以内に選出せよとの命令を受けた。岡崎は人選のため身上書を調べると「地位の高い有力者の令嬢はなぜか徴用されていない」という事実に気づいた。そして松江地裁所長や同検事正の令嬢らを女子挺身隊員として選出、令嬢らが女子挺身隊となることを地元新聞にリークして大きく報道させた。勤労動員署署長や検事正はこれに激怒し岡崎を恫喝したが、岡崎は引き下がらなかった。しかしこの女子挺身隊員が出発する2日前、岡崎は大阪府へ出張を命じられた。出張から戻ると女子挺身隊員はすでに出発し、有力者令嬢の徴用は取りやめになっていた。岡崎は勤労動員署に辞表を提出し、大日本言論報国会島根支部に入った。

### 大日本言論報国会島根支部・深田屋旅館別館での謀議
1945年（昭和20年）4月、岡崎は大日本言論報国会島根支部（以下、報国会島根支部）に入った。当時は東京大空襲や硫黄島の玉砕などが発生し、戦局はさらに絶望的となっていた。「神州不滅」「一億玉砕」が流行語となり、日本国民は本土決戦に向け動員されていた。島根県では敵上陸に対する武器として、高等女学校生には千枚通しの常時携帯が決定され、子どもには少年用竹槍が配布された。
報国会島根支部は、松江市内の和田珍頼弁護士事務所の一室と、深田屋旅館（松江市殿町、「深田旅館」とする資料もある）別館2階を事務所としていた。この旅館は、報国会島根支部長である桜井三郎右衛門（当時満41歳）の常宿でもあった。岡崎は尊攘同志会と連絡を取りつつ、波多野安彦（尊攘同志会所属）、長谷川文明（当時24歳、大東塾所属）、森脇昭吉（島根県立農業技術員養成所所属）、白波瀬登らと、敗色の濃い戦局に焦り「昭和維新・一斉決起」を謀議していた。支部長の桜井は決起に際して、民間だけではなく軍隊との連携も提案したが、岡崎はこれに反論した。連絡を取る余裕はなく、民間から立ち上がれば軍も追従するとして昭和維新の捨て石となるべきと述べた。この考えが波多野や長谷川など若い世代からの支持を得た。

## 日本の終戦から事件発生まで
1945年（昭和20年）8月15日の正午、昭和天皇による玉音放送によってポツダム宣言の受諾が国民に伝えられた。翌8月16日付『島根新聞』社説では、これを「休戦の詔勅」と伝えた。国民に「国体の護持」を告げた鈴木貫太郎内閣は総辞職し、17日には東久邇宮内閣が発足した。政治的激動を迎えるなか、島根県知事であり島根県国民義勇隊本部長でもある山田武雄は15日に告諭を発し、内省・痛恨の銘記と、自暴自棄や嫉視で一億同胞に亀裂が生じないよう県民に求めた。翌日16日には「祖国復興」「皇国の復興」のために県民の結束を勝ち取るという目的から「県民指揮方策大綱」を決定し、その冒頭では「今次外交折衝の経過、内容及び戦争終結の止むなきに至った事態を出来る限り県民に発表」するという方針が掲げられた。また3・5・6項では県民自身の内省に基づいた戦争責任の分有を求め、他者への敗戦責任追及の遮断と天皇への臣従を求めていた。このように県当局が秩序維持に動いている一方で、軍当局も県民に対して引き締めを行っていた。17日、小川松江地区司令官は「休戦の大詔を拝したといってあたかも和平が訪れたように考えたり、また憶測に基づく流言飛語に迷うことは危険である」とし、「大詔の趣旨に沿って講和条約が結ばれるまでは敢闘精神を堅持しなければならない」と語った。
この8月15日の終戦を前後して、軍隊の内部では宮城事件や霞ヶ浦航空隊・厚木航空隊の抗戦呼びかけ・基地占拠などの動きがあり、また民間では愛宕山での尊攘同志会会員の立てこもり・自爆があった。これらはいずれも22日までには鎮圧されたが、島根県松江市では8月17日から19日にかけて、隣県の鳥取県美保航空隊基地から飛来した海軍機が「断固抗戦」のビラを撒き、市内にも「ソ連打倒・聖戦完遂」の張り紙がなされた。また鹿足郡柿木村では20日、新村長選任に際して本土決戦が意識されている。東京・大阪などの空襲の惨状をみれば、日本に戦争遂行の能力がなかったことはあきらかだが、このような戦災を受けなかった山陰地方では、本土決戦はまだ可能かにみえた。そのことが、事件発生の素地のひとつになっている。

### 玉音放送
8月15日、長谷川と波多野は、2人ともが奉仕していた武内神社の社務所で玉音放送を聞いた。長谷川が後に語ったところによれば、「玉音放送の内容は雑音でよく分からなかったが、『敗戦だ』ということは何となく分かり、陛下の涙まじりのお声を聞くうちに気持ちが決した」という。2人は報国会島根支部に駆けつけると、岡崎もすでに決起を決意していた。
一方、報国会島根支部長の桜井は、有力者としての分別を持っていた。仁多郡の自分の屋敷で玉音放送を聞くと、すぐに松江市の連隊本部に駆けつけ知り合いの連隊長に会い、連隊長自身の真意を確かめた。連隊長はさじを投げた状態であり、軍の決起どころではないことを判断した。桜井は岡崎らに不穏な動きがあることは知っていたが、深田屋旅館別館での議論は急速に萎えていった。

#### 桜井三郎右衛門の動き
軍隊の参加が不可能と知った段階で、桜井三郎右衛門は岡崎らから離れていった。事件後、桜井が決起の黒幕だったという噂が流布されたが、桜井はこれを否定した。しかし深田屋旅館別館で岡崎らと一斉蜂起の議論をした桜井が知らなかったとはとても考えられず、岡崎らが何か起こそうとしていたのは知っていたが、具体的計画と行動には参加せず見て見ぬ振りをしたのではないか、とジャーナリストの林雅行は推理している。また猪瀬直樹も同様に、桜井は不穏な動きがあったことを知っていた、としている。
この当時、桜井は安岡正篤が設立した金鶏学院の事実上の山陰支部「山陰素行会」の会長でもあった。終戦に際し、安岡正篤自身が終戦の詔勅の編纂に加わっており、金鶏学院の態度もまた徹底抗戦ではなく天皇の詔勅にしたがう「承詔必謹」であった。こうした状況で山陰素行会会長の桜井が決起するなど到底不可能であり、また軍隊との連携もできないなかで、自分自身は行動できないが岡崎らの主張も共感できるという心中で苦悩していたのではないか、と林は推測している。

### 波多野の上京・山陰での事前工作
岡崎は終戦が信じられず、また徹底抗戦の一斉蜂起があると信じていたため上京を企図した。しかし、岡崎は特高警察からマークされていたため、特高課長から、上京するならば検束しなければならないとの注意を受けた。
8月17日、岡崎の上京を阻止した特高警察が油断している間、岡崎にかわって波多野が松江市を離れて上京した。一昼夜ののち、空襲で焼け野原の東京都に着いた。波多野は初めての上京であり、空襲された状態を見ても日本に戦闘の余力がないとは感じなかった。 中野区の防空壕にいた松永材門下生の西三千春から東京の情勢を伝え聞き、また西からの忠告として、島根県だけで軽挙妄動してはならず全国一斉蜂起でなければならないこと、やるときは霞ヶ浦から飛行機で迎えにいく旨を告げられた。波多野は大混乱の東京駅から帰途につき、京都府をすぎたあたりで一刻も早く報告するため長谷川に電報を打った。
波多野が上京している間、岡崎と長谷川は蜂起の具体案を練り、特に岡崎は軍隊との連携をぎりぎりまで画策していった。のちの長谷川の証言によれば、松江市古志原駐屯の101部隊は確実に一個中隊つかんでいたという。

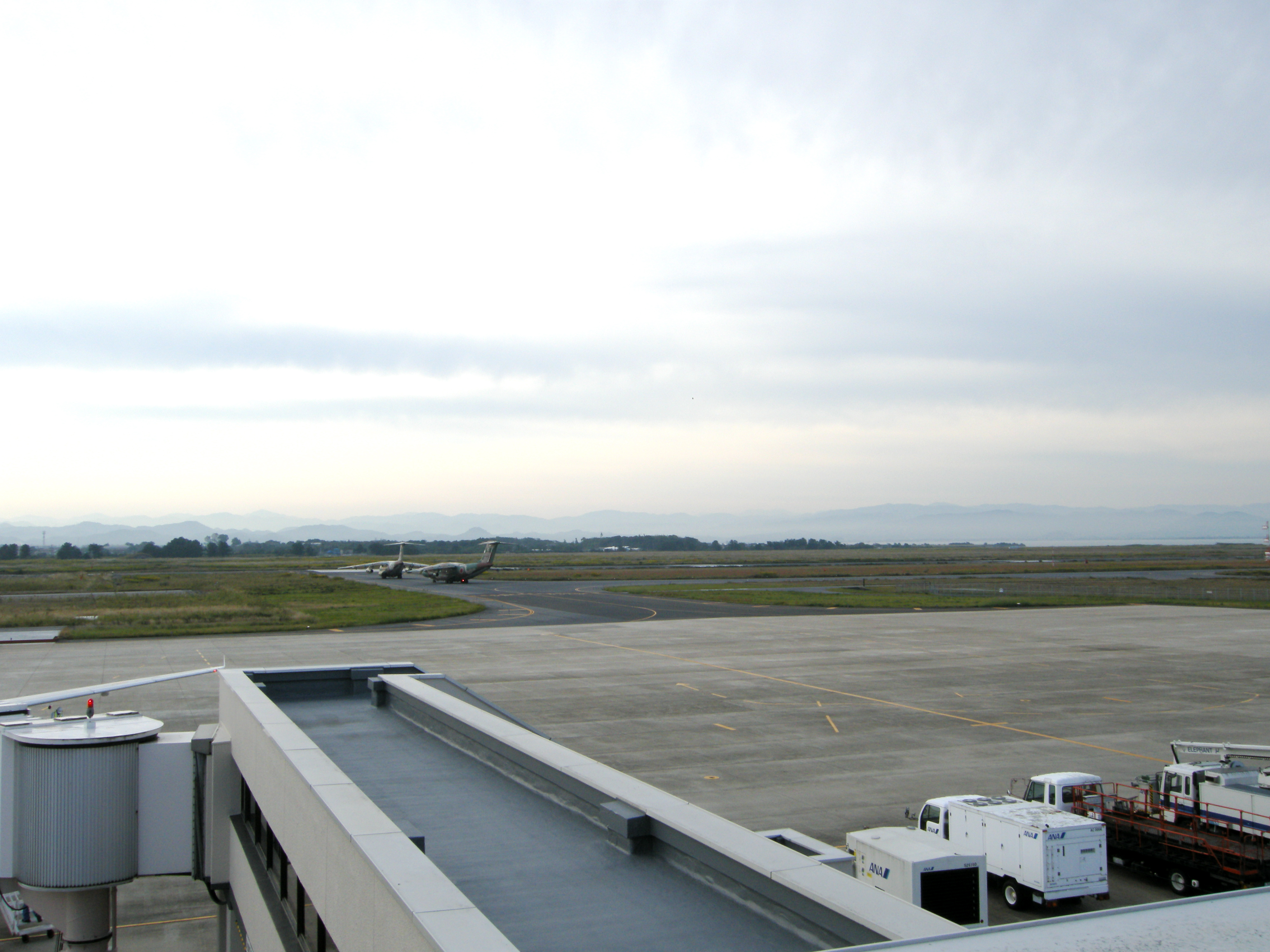
2008年現在の美保航空隊基地（美保飛行場）。

8月22日、連合軍の日本本土上陸は26日であることが新聞で報道されると、岡崎は25日までに決起することを決めた。深田屋旅館2階では数百枚のザラ紙が用意され、一枚一枚に「県民に告ぐ」「皇国将兵に告ぐ」「帝国日本に降伏なし」などの檄文が墨書された。計画では美保航空隊基地の航空隊によってこれを散布する予定であったが、22日夜にはすでに美保航空隊基地の航空隊は解散し、米子市の陸軍航空隊基地でも、飛行機は飛べないように部品がはずされていた。

#### 深田屋旅館下宿者の証言
石井盛夫（当時松江中学4年生、後に山陰放送ラジオ部長）は、自宅が住宅疎開で壊されていたために深田屋旅館に下宿していた。石井は事件発生の約2、3日前に、下宿の2階で「山田知事を殺ってしまえ」「検事正も同罪だ」という物騒な話題が声高に話されているのを耳にしている。松江市には徹底抗戦を主張する人間が少なくなかったため、石井にとってもそのひとつに過ぎなかった。しかし、後にこの声の主が事件の犯人だったと知った際にはひざの震えが止まらなくなり、各地で蜂起が起こる可能性や、占領軍進駐の際の事態に対して不安を覚えたという。

### 事件前日
23日夜、陸軍航空隊基地から戻った岡崎に波多野が西から伝え聞いた東京都の情勢を語った。その内容は、御前会議を経て昭和天皇がポツダム宣言の受諾を決定したこと、近衛師団の青年将校が決起したこと、横浜工専の生徒が鈴木首相官邸を襲撃したこと、尊攘同志会が愛宕山で篭城していること、霞ヶ浦航空隊が抗戦を継続中であること、の5つである。岡崎は以前から武器の貸与を約束していた憲兵隊に向かうが、いざ貸与となると憲兵隊長は非協力的な態度をとった。そこで、決起の際にはそれを阻止しないという約束だけを取り付けた。午後11時すぎ、軍隊の協力が得られないと知った岡崎はポケットから決起の計画書を取り出し、それを波多野に見せた。計画書の要旨は次の通りである。

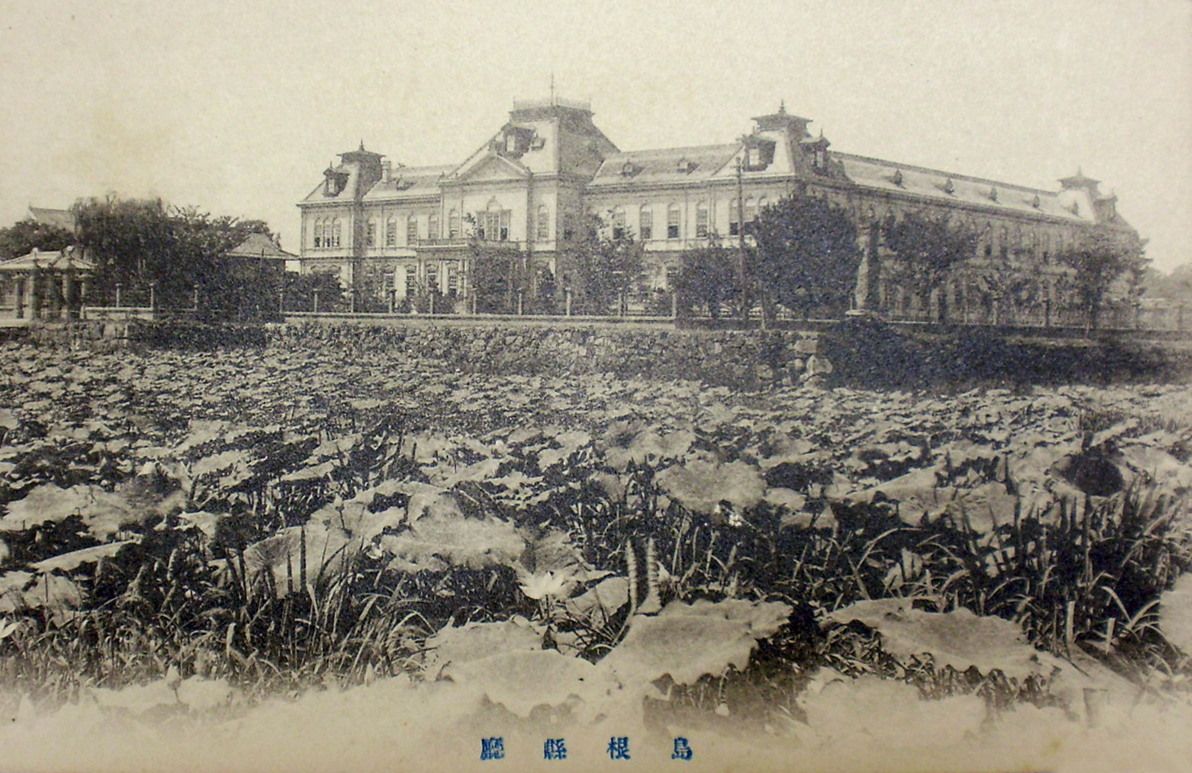
標的となった島根県庁舎。

- 官僚の悪政を壊滅させるために島根県庁を焼き討ちする[37]。
- 知事が鎮圧に乗り出すことを防ぐため、知事を暗殺する。
- 通信を遮断して決起行動をしやすくするために、松江郵便局電話試験室を破壊する。
- 県民を手玉にとった島根新聞社の報道を断つため活字板の転覆、輪転機を破壊する。
- 市内を暗黒化し行動を遂行できるよう、日本発送電松江発電所の送電装置を破壊する。
- 法曹界の鬼である松江地裁検事正を暗殺する。
- 檄文、趣意書は女子隊員によって街に張り出す。
- 上記遂行後、松江放送局を占拠しラジオを通じて決起を呼びかける。
- 行動開始は24日、午前2時40分[36]。

波多野がうなずくと、岡崎は波多野らに対して、自分の身辺には刑事がいるので警察に気づかれないように松江護國神社の境内に向かうように命じた。

## 事件発生から事件直後まで

### 皇国義勇軍結成・部隊編成の決定

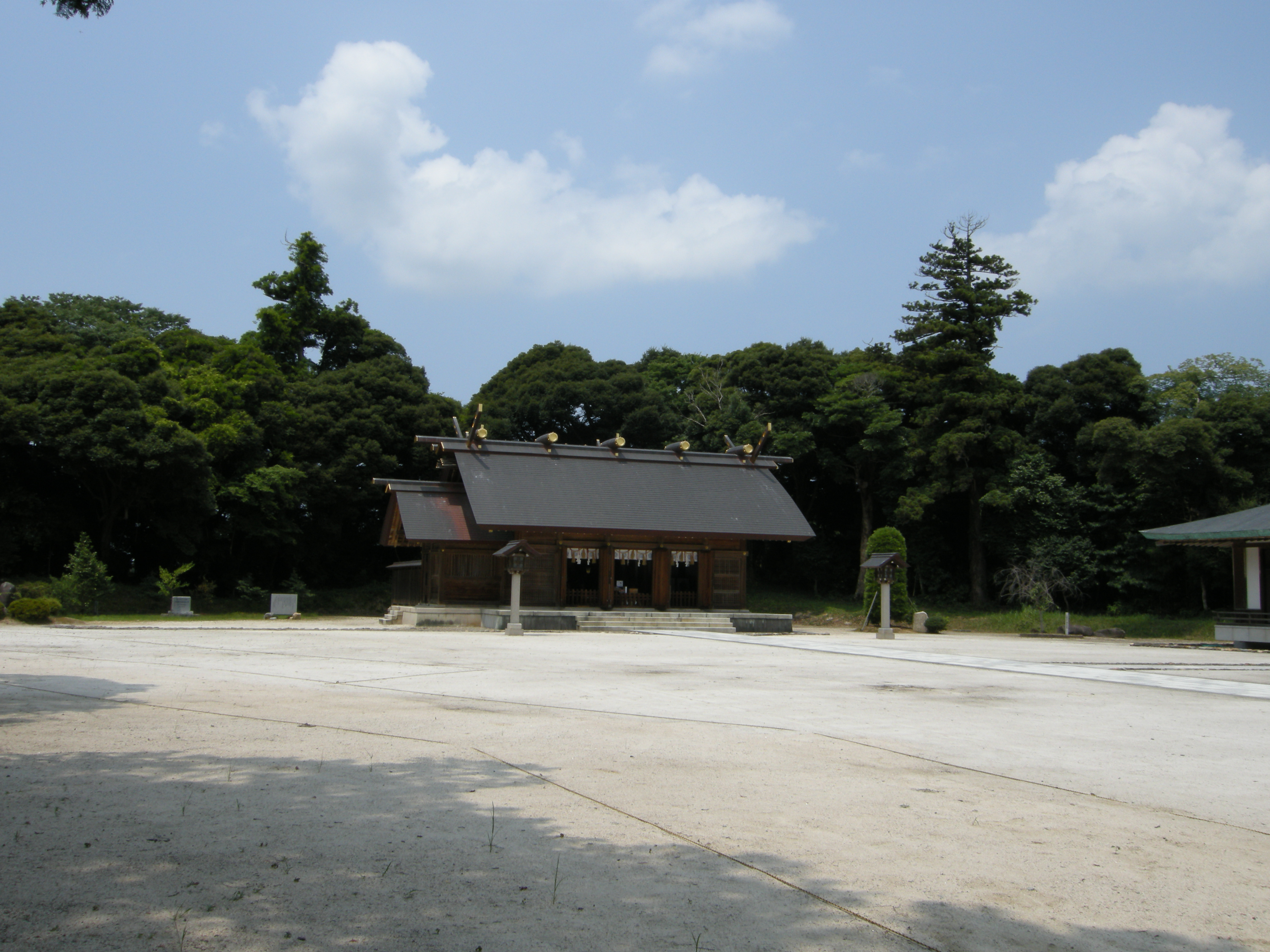
皇国義勇軍が集結した松江護國神社の境内。写真は2008年（平成20年）撮影。

8月24日午前1時頃、岡崎の同志数十人は、松江護國神社拝殿左側の椎の木陰に集結した。男子隊員はカーキ色の国防服、女子隊員はもんぺ姿の服装で集合し、ほとんどが20歳前後の若者であった。武器は長谷川と森脇が日本刀を、藤井がダイナマイトを所持し、その他に岡崎が母校である松江中学校から盗んだ三八式歩兵銃と銃剣15丁があったが、弾薬はなかった。中学生が機転を利かし弾薬を事前に隠したのである。蜂起にあたり岡崎功は演説を行い、楠木正成の討死が尊王倒幕の思想を惹起し後に明治維新の原動力となったことから、自分達の死も後世の日本精神復興に繋がるであろうことを述べた。次に波多野が東京都の様子を報告し、そして長谷川が襲撃目標、部隊編成を指示した。
1. 知事官舎、岡崎功ほか5人。
2. 検事正官舎、高木重夫ほか3人。
3. 島根県庁、森脇昭吉ほか3人。
4. 松江郵便局、藤井良三郎ほか2人。
5. 中国配電、長谷川文明ほか4人。
6. 島根新聞社、白波瀬登ほか4人。
7. 大野火薬店、波多野安彦ほか4人。
8. 檄文配布、森脇幹栄ほか女子隊員15人。

達成後は松江放送局に集合しラジオで全国民に抗戦を訴え、また一般人に危害を加えてはならないが、妨害するものは殺害することとした。一斉蜂起の時間は午前2時40分とし、団体名を皇国義勇軍とすることを決定した。

#### 皇国義勇軍の人数
この際に結集した皇国義勇軍の人数については、資料によって記載のばらつきがある。少ないものでは『新修島根県史』が「岡崎功外十四人」と記している。『松江市制一〇〇周年記念 松江市誌』では「岡崎功を長とする青年男女三十四人」と記し、『図説 島根県の歴史』では「岡崎功らは（中略）四六人の青年を集めて皇国義勇軍を結成」としている。また『島根県大百科事典』では「男女47人（うち女子16人）」とし、『国史大辞典』では「四十八人（うち女性八人）」としている。『新修松江市誌』では「男女四十数人」とする。

#### ある女子隊員の決起理由
事件後、当時の女子隊員のひとりが語ったところによれば、戦時中は戦や国のために引き締まった気持ちでがんばったにもかかわらず、神国と信じていた日本が完膚無きまでに敗れ、戦前の常識の全てが泡のように崩れていく社会情勢にいたたまれなかった。そして「国家と国権の維持は兵の力にあり」との思いから皇国義勇軍の一員になり、計画後は仲間全員で死ぬ覚悟もできていたという。事件後十九余年を経た後も、少しの悔いもないとの証言を残している。

### 各襲撃隊の動き
県庁の焼き討ちは予定よりも20分早く、各隊の足並みは乱れた。新聞社・変電所への襲撃は計画通り実行に移されたものの、知事・検事正の暗殺と電話試験室の爆破、火薬店襲撃は失敗に終わった。計画は半ば達成されないまま、各隊は松江放送局へ向かった。詳細は以下の通り。

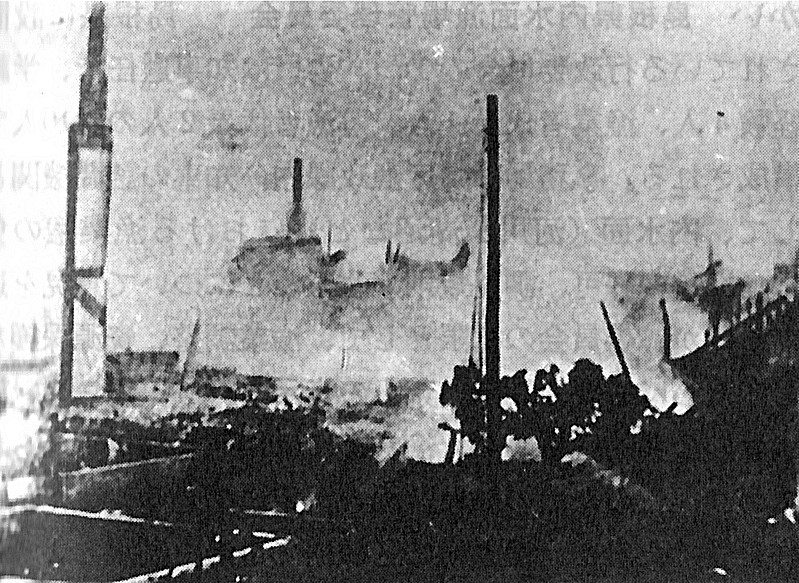
島根県庁舎は全焼した。

県庁襲撃隊は、午前2時には県庁の構内に忍び込んだ。予定では2時40分に一斉蜂起の予定であったが、ひとりが警備中の警官に見つかった。防空壕へ逃げおおせたものの、署に通報されれば全て水泡に帰すとの判断で、予定より20分早く庁内に侵入、2カ所に放火した。県庁舎は木造であったため、瞬く間に黒煙が昇った。放火後、集合場所である放送局に向かう途中で火災にあわてて駆けつけた茶店の主人曽田完（当時36歳）と出会い、抵抗者と勘違いした襲撃隊隊長の森脇が日本刀で切りつけた。日本刀は曽田完の右掌をかすめ、そこに隊員の北村武が銃剣で腹を突き、曽田を殺害した。この事件唯一の死者である。
新聞社襲撃隊は、火事の野次馬にまぎれて社内に侵入した。短刀と着剣銃で宿直を脅し、輪転機のベルトを切断、活字版もひっくり返した。無電機を探したが発見できなかった。このため、山陰新聞は31日までタブロイド判での出版となった。
変電所襲撃隊は、変電所が松江護國神社から4キロ以上はなれていたこともあり、到着が3時少し前であった。日本刀で宿直を脅し、皇国義勇軍であることを名乗った。配電線を解かせ、隣接する中配南変電所で65000ボルトのケーブルを切断した。このため、市内は3時間半にわたり停電となった。
知事襲撃隊は予定通り知事官舎裏口に到着したが、暗殺には失敗した。知事は一足早く火事の知らせを受けており、2時35分には玄関を飛び出し現場に向かっていたためである。検事正襲撃隊も同様の理由で暗殺に失敗した。
郵便局襲撃隊は、電話試験室裏側の垣根にダイナマイトを仕掛けることには成功したものの、導火線を燃やしただけで不発に終わった。
火薬店襲撃隊は隊員全員が市内出身ではなく地理に不案内であったため、火薬店自体を発見できず火薬奪取を断念した。このあと火薬店襲撃隊の行方については、資料により見解がわかれている。前田治美『昭和叛乱史』では、そのまま放送局のある床几山に集ったとしている。一方猪瀬直樹「恩赦のいたずら」では、火薬店襲撃隊はその後一時は放送局を目指したものの、集結に間に合わないと判断し、現場で解散したとしている。そして火薬店襲撃隊長の波多野は、自決を進言する若い隊員を説得して家に帰し、自身は連日の準備で疲労がたまっていたため雑木林で横になっていたところ、そのまま眠って夕方を迎えたという。

#### ダイナマイト拾得者の証言
当時白潟国民学校4年生だった郡山政宏は、松江郵便局を遊び場にしていた。郡山は事件翌日の午前中も郵便局で遊んでいたが、その際、床下の通気口付近で「長さ約20cmのバトンのようなもの」が4本束ねてあるのと、そばに「焦げた針金のようなもの」を見つけた。甘いにおいと、なめるとほのかに甘い味がしたのでポケットに納めた。しかし落ち着かなかったので学校に届けると、警察からしつこく拾得時の様子を聞かれた。あとで「長さ約20cmのバトンのようなもの」は、郵便局襲撃隊の仕掛けたダイナマイトだったと聞き、もしポケットの中で爆発していたらどうなったかを想像して、血の気を失ったという。郡山は後年、山陰中央テレビの放送技術局長となり、この事件を主題とするラジオドラマ「あれから十五年」を制作した。

### 放送局における集結・蜂起の終了

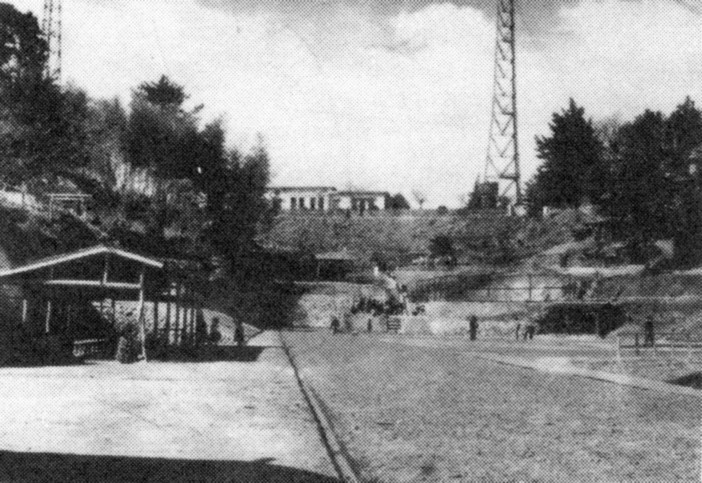
松江市床几山にあった松江放送局。写真は1940年（昭和15年）当時のもの。

放送局には火薬店襲撃隊を除く全員が集結した。「決起趣意書」の放送を放送局長に向かって談判したが、局長はこれを固く拒否した。押し問答が続くなか朝を迎え、放送局は約50人の武装警官と松江連隊の兵隊20人に包囲された。リーダーの岡崎は抜刀し将校に対して、自分たちは宣戦の詔勅を奉じて米英撃滅を誓う皇国義勇軍であると宣言、軍隊が天皇と国民の信頼を裏切って悲惨な状態に落とし込んだこと、そして自分たちこそ皇祖皇宗の意思に沿おうとする者であり、歯向かう者は逆賊である旨を叫んだ。
その後、双方の間で話し合いが行われた。岡崎と知り合いであった特高課長は、このまま交戦状態になれば双方とも死傷者が発生するため、妥協を促した。岡崎は、自分の生命と引き換えに、皇国義勇軍の罪を不問とする条件で投降した。「最後に東方遥拝をしたい」と岡崎が提案し、皇国義勇軍、兵隊・警官の双方ともに整列、岡崎が「東方遥拝」の号令をかけ、兵隊は銃を捧げ、警官隊と皇国義勇軍は最敬礼し、全員で「天皇陛下万歳」を三唱した。そして皇国義勇軍は、武装したまま手錠もしない状態で松江署まで連行された。
皇国義勇軍は松江署の剣道場に収容された。岡崎と特高課長は別室で処遇について話し合った。特高課長は、検事正から「暴徒の釈放は不可能」との通告を受けたため、先の約束を撤回する旨を岡崎に告げた。岡崎は抗議し、同志と相談するため剣道場に戻ったが、既に手遅れであることも察知していた。そのため岡崎は、先の約束通り自身の命をもって同志を釈放してもらうことを企図した。
岡崎はメンバーに対し、取り調べを堂々と受け、釈放後は日本の復興のために尽力してほしいということを述べ、決起の失敗を詫びた。そして素早くよろい通しで腹を二度刺した。特高課長と放送局長は駆け寄ろうとしたが、日本刀を持った長谷川に制せられた。岡崎は「天皇陛下万歳」を叫びながら今度は首筋に突き立てた。同室のメンバーは号泣し、岡崎は意識不明の状態で松江日赤病院に運ばれ、一命をとりとめた。その後、全隊員が戦時騒擾・住居侵入・電信瓦斯利用妨害・爆発物取締罰則違反等の疑いで取り調べを受けたあと、女子隊員は翌日に、各襲撃隊責任者以外は翌々日に全員釈放された。

### 警察・県当局の動き
島根県警防課長兼県警務課長だった西村国次郎は、事件の翌年9月2日に『島根縣庁焼打事件懺悔覚書』を記している。西村によれば、当時は日々最悪の事態を考慮して対策を行うことを口にしながら、実際にはそれが徹底していなかったという。組織内部の指揮系統にも乱れがあり、警察部長の鹿土源太郎と特高課長の和田才市の間にも、感情的な対立があった。
また西村は、無意識的に「田舎者に何ができるか」といった軽蔑感も流れていたのではないか、と述べている。事件前、西村は特高課長の和田に、島根県内に警戒を要する右翼が何人いるのか問うと、「1人居る」と回答されたため、安心してしまったという。首謀者の上京を食い止めたことで安心してしまっていた特高は、「海軍航空隊がばらまいたビラを持って、県農業技術員養成所の生徒たちが騒いでいる」という出雲市民からの情報があっても、それを握りつぶした。また大原郡で国民義勇隊員が竹やりを持って集合し、サイレンを鳴らして気勢を上げていたことに対しても、注意していなかった。さらに事件前日の夕方には、和田の判断により松江署の警戒要員を半減した。しかしこの夜、その「1人」によってこの事件は引き起こされた。
事件発生後、首謀者は特高がマークしていたその人物であり、幹部の多くは大原郡出身、また県農業技術員養成所生徒の多くも皇国義勇軍に参加していたことに、警察側は色を失った。西村は、先任警視である特高課長への遠慮などせず右翼に対して警戒をしていれば、事件を食い止められていたであろうことを、『島根縣庁焼打事件懺悔覚書』のなかで記している。

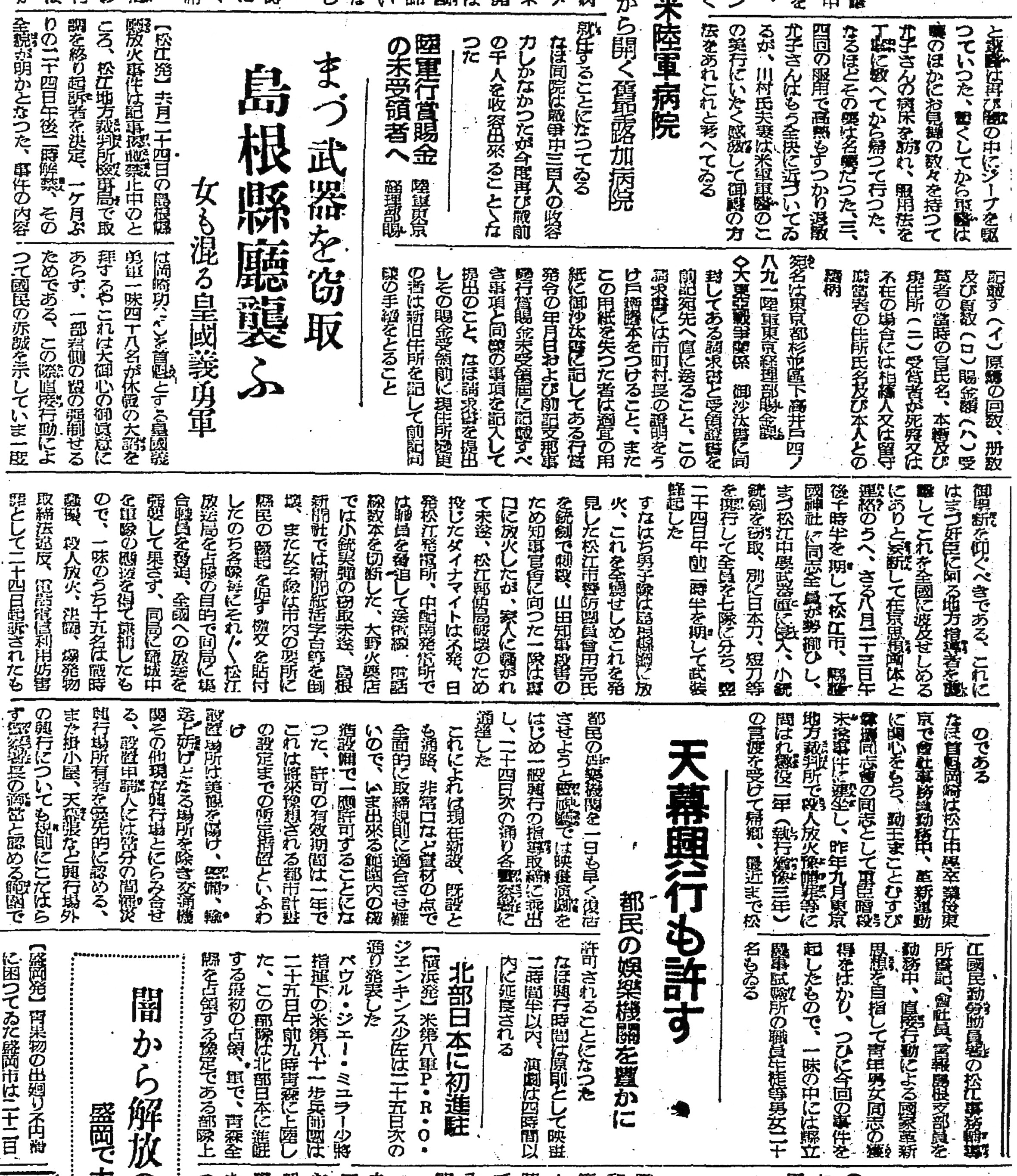
この事件に対しては報道管制が敷かれていたため、報道が解禁されたのは1か月後である。この写真は報道解禁後の1945年（昭和20年）9月25日付『朝日新聞』。

事件当日、知事の山田武雄が襲撃を免れたのは前述の通りである。警察電話で火災を知った山田は、ステッキを武器に放火現場へ向かい、まず県庁正面2階に安置されていた「御真影」の無事を確かめた。警官から「御真影」は城山地下避難所に移したと報告を受けると、そこに椅子を配置して事件に対する指揮を行った。

### 世間の反応・報道管制
燃えさかる県庁前には2000人を超える群衆が集まった。しかし率先して消火作業にあたる者はなく、みな黙ってみつめるだけだった。島根新聞の小田川記者の証言によれば、群衆は静かに燃える県庁を目の前にして、日本の今後を思い茫然自失の状態であったという。また別の資料によれば、終戦当日まで松江市民が当局に「政府の方針だ」「間引き疎開だ」と痛めつけられていたためか、群衆のなかには心の中もしくは声を上げて「天皇の名で悪政を敷いた役人たちの泣きツラが見たい」「ざまあみろ、おれたちの家を倒した天罰だ」などと叫んだ者もいたとされている。松江市雑賀町のある主婦の証言によれば、現場は松江大橋を隔てて火の海だったが、今にも火が橋を渡ってくるのではないかと感じられるほどの大変な火の勢いだったという。
ただし、この事件が全国に波及することもなかった。地方都市で発生したことや、決起の時期が8月15日をすぎてしまっていたこと、また報道管制が敷かれていたことも影響した。襲撃を受けた島根新聞社は24日付（25日発行）の紙上で「止むを得ざる突発的事故」のためタブロイド判で発行するという旨の社告を掲載し、25日付同紙紙上では山田知事が「火災救援並御見舞御礼」を掲載するも、その原因には触れていない。25日の朝日新聞紙上においてもわずか7行、放火・失火の別すら報じられなかった。この事件の全容が報じられるようになったのは1か月後である。9月25日に皇国義勇軍のうち15人が起訴されたことを受けて、26日付の島根新聞では1面の半分を割き、起訴事実を中心に大きく報道された。

## 公判
この事件の初公判は1945年（昭和20年）11月5日、三瀬忠俊を裁判長として松江地方裁判所で開かれた。被告人は皇国義勇軍の主要メンバー15人であり、岡崎は大島紬の着物・羽織・袴姿で入廷し、裁判長に一礼した。
岡崎は法廷に進駐軍将校が立っていることに気づくと、裁判長に向かって「この裁判が進駐軍の名において行われるのか、それとも天皇の名において行われるのか」を問い、もし進駐軍の名において行われるのであれば、この裁判を受けることができないと告げた。三瀬裁判長は、日本は敗れたといえども、この裁判は天皇の名において行われる旨を返答した。この返答を重くとらえた皇国義勇軍のメンバーは、起訴事実を全て認めた。

### 決起の動機
11月7日の第2回公判において、被告人となった岡崎から、皇国義勇軍決起の動機が述べられた。目的は天皇の威光を遮る重臣や財閥の排除と維新内閣の樹立であり、その理由や当時の心境として、以下の旨が挙げられた。
- 東條英機が戦いの成算もなく首相となり、あげくの果てに政治に失敗して政権を投げ出したことは利敵行為である。利敵行為とは敵と通謀したり、サボタージュすることだけではなく、政治の失敗こそが最大の利敵行為である。
- 勝ち戦だった日露戦争時でさえ、武勲に輝く将兵も「廃兵」と呼ばれたことを考えれば、敗戦で傷ついた将兵が世間からどのように見られるかについて考えた際、血潮が収まらなかった。
- 重光葵は、「終戦によって、自由民権の精神が確立され喜びに堪えない」と述べたが、聖戦に敗れて何が喜びにたえないのだろうか。

等々、数万語におよぶ蜂起の心境を述べた。
また、11月25日の第13回公判時には、
- 検察側は、自分たちが『古事記』を妄信した結果事件を起こしたとしているが、『古事記』以上のものが存在しない限り、信頼する他ないこと。
- 自分たちは「天皇中心主義」であり、検察側が言うような右翼でもなければ左翼でもないこと。
- 大東亜戦争は八紘一宇の理想を掲げたものであり、侵略のための戦争ではなかったはずであること。

などと述べ、「もし自分たちの行動が法に触れるのであれば、自分が全責任を負うので他のメンバーを責めないでほしい」と述べた。他のメンバーは、「この事件は失敗したが、自分たちの行動が日本国民を覚醒させ昭和維新の役に立つのであれば、本懐である」とも陳述した。

### 検事側からの位置付け
11月24日の第12回公判では、証拠物件の日本刀や銃剣などをめぐって検事側と弁護人側で激論となった。そののち、求刑の検事論告書が読み上げられた。
検事側はこの事件の動機が、皇国義勇軍の天皇に対する忠誠心と憂国の至情から出たものであることについては一定の理解を示した。しかしながら、「休戦の詔勅においては国民の軽挙妄動を戒めているのであるから、動機に関わらずこの事件は遺憾至極である」とした。また、「休戦の詔勅が天皇の真意かどうかを憶測するのは日本臣民の道ではなく、仮に詔勅が天皇の真意でなかったとしても、一旦発せられた限り守らなければならず、どんな愛国運動でも法令を無視して秩序を乱すことは許されない」とした。さらに、「何の罪もない商店主が犠牲になったのは、黙視できない」として、岡崎に死刑を求刑、その他の被告人にも有期・無期の刑を求刑した。

### 弁護人側からの位置付け
翌日11月25日の第13回公判では弁護人最後の弁論が行われ、2人の弁護人が検事論告に反論した。弁護人はこの事件が後に語り継がれるような歴史的事件であることを述べたあと、以下の4点を主に弁護した。
- 事件当時、岡崎功は執行猶予中の身であり、その行動監視の役割は検察当局にある。監視を怠った当局にも一半の責があること。
- この事件には検事正が被害者の一人として挙げられている。その検事正が指揮する検事の意見は公正が期しがたいものであること。
- 検察側は、被告人の心情を忠誠心・愛国心のほとばしりであることを認めている一方で、「誤りたる忠誠心」とも決めつけているが、忠誠心にふたつはない。詔勅に反抗する国賊かどうかの判断は、時代が解決するであろうこと。
- 検察側は戦時刑事特別法を本件に適用して「戦時騒擾罪」と断定しているが、事件当時交戦は終了しているのでこの法律の適用には疑義があること。

この4点で一旦弁論は終わり、2人の弁護人は、裁判官には児島惟謙の心をもって判断してほしいこと、また被告人らの行動は違法であるが動機となる忠誠心は純粋なものであるとして、寛大な措置を裁判官に求めた。

### 松江地裁の担当裁判長からみた印象
松江地方裁判所でこの事件の担当裁判長であった三瀬忠俊は、数回の公判を経て、岡崎の人格が立派であること、また皇国義勇軍のメンバーが一糸乱れず岡崎の方針に命を賭して動いたことに感銘を受け、深く同情した。そして、この裁判をするために生まれてきたのではないかとまで思うようになり、死力を尽くして適切な裁判をすると決心して法廷に臨んだという。

### 地裁結審・大審院上告
地裁ではこの事件は12月20日に結審し、判決では岡崎功が無期懲役となったほか、全員に懲役刑が言い渡された。戦時刑事特別法の適用を受けたため控訴審がなく、弁護側、検事側ともに大審院に上告した。大審院では弁護側の上告は棄却され、量刑が軽いとする検事側の上告のみが受け入れられた。
1947年（昭和22年）5月2日、大審院の判決では、長谷川ら7人に地裁判決より重い刑が科された。この判決は、大日本帝国憲法下における大審院最後の審判であり、この翌日には日本国憲法が施行された。主なメンバーの判決結果は以下の通り。

#### 確定判決
| 被告人           | 求刑     | 地裁判決             | 大審院判決       |
| ---------------- | -------- | -------------------- | ---------------- |
| 岡崎功           | 死刑     | 無期懲役             | 地裁判決にて確定 |
| 長谷川文明       | 懲役15年 | 懲役10年             | 懲役12年         |
| 森脇昭吉         | 無期懲役 | 懲役8年              | 懲役10年         |
| 波多野安彦       | 懲役15年 | 懲役7年              | 懲役10年         |
| 藤井良三郎       | 懲役12年 | 懲役5年              | 懲役7年          |
| 北村武・和泉未富 | 懲役12年 | 懲役5年以上10年以下  | 地裁判決にて確定 |
| 高木重夫         | 懲役10年 | 懲役2年6か月         | 懲役5年          |
| 白波瀬登         | 懲役10年 | 懲役2年・執行猶予5年 | 懲役3年          |
| 宇佐昭一         | 懲役6年  | 懲役2年・執行猶予5年 | 懲役2年          |

#### 石橋秀野と松江騒擾事件
山本健吉の妻で俳人の石橋秀野は、この裁判が行われていた当時、島根県に住んでいた。石橋は地裁判決に際し、「師走某日、この日判決下りたる島根県庁焼打事件の被告たちの家族、徒歩にて刑務所に帰る被告を目送のため裁判所横の電柱の陰にたゝずめるに行きあひて 三句」として、次の3句を詠んだ。
- 編笠に須臾の冬日の燃えにけり
- 冷さの手錠にとざす腕かな
- 凍雲や甲斐なき言をうしろ影

これら3句は石橋が1947年（昭和22年）に京都で死去した後、1949年（昭和24年）に刊行された句文集『櫻濃く』に収録されている。「編笠」は、法廷で被告人がかぶせられていたものであり、また「須臾（しゅゆ）」とは、「束の間」といった意味である。

### その他の人物に対する処分
報国会島根支部長だった桜井三郎右衛門は、事件後1か月以上経過したのち逮捕された。半月勾留されたものの、不起訴処分となった。また、島根県農事試験場長であった毛利虎雄は、試験場若手職員が皇国義勇軍に参加していたため嫌疑がかけられ、軟禁状態の場長室で警察の取り調べを受けた。疑いは晴れたが、監督不行き届きとして3か月間減俸3割の処分となった。
事件当時の知事である山田武雄は、引責のため1945年（昭和20年）9月12日に辞表を提出させられた。また警察本部長の鹿土、特高課長の和田もそれぞれ休職、訓戒などの処分を受けている。しかしその他の治安当局者ら、また決起を事前に知っていた憲兵隊長の責任は問われていない。

## 戦後社会における関係者

### 恩赦
無期懲役を言い渡された主犯の岡崎が、実際に刑に服したのは6年7か月である。これは以下の恩赦によって、2度の減刑令の対象になったためである。
- 1946年（昭和21年）11月3日公布：第二次大戦終結恩赦及び日本国憲法公布恩赦における減刑令の修正
- 1952年（昭和27年）4月18日公布：平和条約発効・講和恩赦

大日本帝国憲法の発布から国際連合の加盟までに、大赦令が発動されたのはわずか7回である。ただし岡崎・波多野・長谷川らにとってこの恩赦は、出所後の生き方を見る限り、決して恩恵的なものではなかったようである。死を賭したクーデターが失敗したうえ、粛々と刑に服することも許されず恩赦によって戦後社会へ返された。

### 事件後の足取り
各自が出所したのち、岡崎功、波多野安彦、長谷川文明といった主要メンバー同士の接触は皆無である。3人とも「大東亜戦争」の終焉を認めたくなかったという点を戦後も持ち続けたが、互いのコミュニケーションはなかった。同じ松江市内に住んでいた岡崎と波多野ですら互いに連絡を取りあわず、長谷川は松江市を離れ上京した。その他の皇国義勇軍のメンバーについても、足取りがほとんど分からずじまいであるという。
主犯の岡崎功は1952年（昭和27年）に仮釈放された。出所後の岡崎は、懺悔の一念で唯一の被害者である曽田完の供養に奔走した。また、1960年（昭和35年）に松江城西高校（2008年（平成20年）現在の立正大学淞南高等学校）を経営し理事長となり、生徒に他の類を見ない復古調の教育を行い、生徒へ対しての自身の思想の普及に尽力した。毎朝の朝会では全教職員・生徒が集まって東方遥拝、祝詞奏上、教育勅語の合唱、君が代・校歌斉唱を行い、また日本史の授業を「国史」と呼んで、岡崎自ら教壇に立ち、全校生徒は卒業するまでに教育勅語を暗唱できるようにさせたという。1968年（昭和43年）には参院選全国区に立候補したが落選した。選挙時の新聞報道では、「岡崎功(こう)・旭木材社長・島根県ライフル射撃協会副会長・立正大中退」とあった。崇教真光の幹部となり、「立正大学文学部宗教学科卒業、文学博士」と称し、光記念館の館長に就任。その他全国日本学士会役員、日本ライフル射撃協会評議員にもなった。2002年（平成14年）当時も理事長として私学復興にあたっていたが、そののち2006年（平成18年）に死去した。
また、島根県警察から岡崎に資金が渡っていたことが、流出した警察文書で判明した。1955年8月には、事件当時の特高部次席を含めて「十周年慰励祭」と称する会を開き、県警警備課長も出席して岡崎を激励した。この警察との関係にかんしては志賀義雄が国会で追及した。
サブリーダーの長谷川文明は、出所後すぐに上京し、定年まで印刷会社に勤めた。そして世界初の和文タイプライターによる楽譜印刷のシステム化に成功した。自身の技術的熟練に加え、岡倉天心のベートーヴェンに対する理解に影響されたことによる。岡倉は、芸術において唯一ヨーロッパがアジアに勝ったものとしてベートーヴェンを挙げていた。このことを保田與重郎の著書『明治の精神』から知った長谷川は、西洋音楽の楽譜を買い求めていったが、希望するものはなかなか入手困難であった。そのため自分で楽譜を組版できないかと考え、楽譜印刷のシステム化へと向かったのである。長谷川にも警察は接触し、結婚式の祝いのための金が公費から支出されている。
波多野安彦は出所後、天皇への献米運動に取り組み、また反共行動右翼として日教組大会や、広島8・6集会のデモ行進にトラックで殴り込みをかけるなどの行為をしていたが、恐喝事件に連座し再度入獄した。再出所後は大東産業有限会社を設立、許認可を受けて産業廃棄物処理事業をおこなった。依頼が相次ぎ、設立1年までに月間50トンを超える処理を請け負うようになる。また波多野家は島根県大原郡所在の幡屋神社の社家でもあったことから、幡屋神社の禰宜として島根県指定無形民俗文化財・出雲国大原神職神楽の伝承者ともなった。妻も元皇国義勇軍である。
事件当時知事であった山田武雄は、1945年（昭和20年）に引責辞任をした後、料亭の支配人、不動産顧問などを務めたが、戦後社会で味をしめたという経験は一度もないまま、そののち横浜市郊外にひっそりと暮らした。しかし、岡崎を怨んではいないという。皇国義勇軍に命を狙われた山田自身も、終戦当時、内心では本土決戦・徹底抗戦を誓い、敵が上陸した際には最後まで戦い抜く決心をしていたと回想している。

## 後世の評価
内藤正中によれば、首謀者の岡崎は憲兵隊・松江連隊・美保基地航空隊の抗戦派将校らと連絡を取り合っており、なかば公然と計画を進めていた。もし一斉蜂起が計画通りに進んでいれば、大事件に発展していたと考えられている。
『新修 島根県史』によれば、この事件は、岡崎らのやむにやまれぬ心情から発生したものであるのと同時に、当時の戦争指導者層に対して戦争責任の点をめぐっての抵抗の意味をも含んでいたという。そして事件の翌月に出された島根県の「常会徹底事項」は、県民に対し、「承詔必謹」、軽挙妄動を慎んで相互協力することなどを求めている。これは戦争責任追及による国民同士の争いを防ぐために出されたとされる。
また、昭和初期以降の日本の反乱史（「昭和叛乱史」）に関する検討を、テロリズムという不幸な事実として今日的立場から再評価されなければならないとした前田治美によれば、島根県庁焼打事件は、終戦という激動期の叛乱の終息であると同時に、昭和叛乱史の終焉であると位置づけている。
元毎日新聞記者の中川登史宏は、戦後から2002年（平成14年）に至る日本の状況と事件当時を対比しながら、皇国義勇軍のとった行動の誤りを認めつつ、その姿勢を、「戦後の現代人が忘れてしまった、物事に敢然と挑戦する『生きる姿勢』といえるのではないか」と指摘している。